# In Qontrol
In Qontrol est un festival néerlandais de techno hardcore et trance organisé par la société Q-dance entre 2004 et 2010. Il prenait habituellement place au RAI Amsterdam aux Pays-Bas. Les genres de musique électronique programmés durant l'événement incluent principalement le hardstyle, le gabber, le jumpstyle et la trance.

## Histoire
In Qontrol est un événement indoor organisé pour la première fois en 2004 par la société événementielle Q-dance. L'édition 2007 d'In Qontrol s'est inscrite sous le slogan Sound Expander ; son line-up rassemblait : DJ Pavo et DJ Zany, Technoboy, Headhunterz, DJ Isaac, Evil Activities, Endymion, Catscan, Miss Djax, Da Tommy Boy, Jaydee, The Prophet, Darkraver, Daniele Mondello, DJ Luna et Yves Deruyter. DJ Dana était également présente en salle V.I.P. En 2008, le thème d'In Qontrol portait sur The Last City on Earth ; l'hymne de cette édition est composée par Donkey Rollers. En 2009, le thème était Ctrl.Alt.Delete et l'hymne de cette édition est l'œuvre de Noisecontrollers.
La dernière édition de In Qontrol date de 2010. En 2011, In Qontrol n'a pas lieu à la suite de l'augmentation tarifaire, par le gouvernement néerlandais, des billets de festival. Près de 100 000 personnes ont signé les pétitions contre cette initiative, mais cela n'a pas contraint le gouvernement néerlandais à faire machine arrière dans leur démarche visant à augmenter la TVA sur les billets comme sur d'autres produits culturels, passant de 6 à 19 %. En 2019, l'édition 20 Years of Q-dance de Dediqated est consacré à In Qontrol.

## Programmations
- 2004 : 10 avril - /
- 2005 : 19 mars - 2012
- 2006 : 15 avril - Flash Forward
- 2007 : 14 avril - Sound Expander
- 2008 : 19 avril - The Last City on Earth
- 2009 : 25 avril - Ctrl.Alt.Del.
- 2010 : 17 avril - Save.Exit.Planet

## Anthems
- 2004 : Sa.Vee.Oh – Loop Hole
- 2005 : Tommy Pulse – The Answer
- 2006 : Thalamus – Flash Forward
- 2007 : Pila & The Scientist vs A*S*Y*S – Sound Expander
- 2008 : Donkey Rollers - The Last City on Earth
- 2009 : Noisecontrollers - Ctrl.Alt.Del
- 2010 : Frontliner - Save.Exit.Planet